# Ceraphron myrmicarum
Ceraphron myrmicarum är en stekelart som beskrevs av Jean-Jacques Kieffer 1913. Ceraphron myrmicarum ingår i släktet Ceraphron och familjen pysslingsteklar. Inga underarter finns listade i Catalogue of Life.